# لودفيك كوالسكي
لودفيك كوالسكي (بالبولندية: Ludwik Kowalski)‏ هو فيزيائي بولندي، ولد في 1931 في الجمهورية البولندية الثانية.